# Fatima El-Fihriya
Fatima El-Fihri was een moslima vrouw van Arabische (Qurayshi) afkomst in de 9e eeuw. In 859 stichtte zij de Al-Qarawiyinmoskee en een madrassa in Fez in het huidige Marokko. In de Al-Qarawiyin moskee bevindt zich de oudste nog functionerende universiteit ter wereld. De Europese Unie heeft een studiebeurs-programma voor Noord-Afrikaanse universiteiten naar El-Fihriya vernoemd, namelijk de 
Erasmus Mundus Fatima Al Fihri-beurs.
El-Fihriya was de dochter van een rijke koopman uit Kairouan in het huidige Tunesië. Naast toegewijde moslima was zij ook hoog opgeleid. Haar erfenis besteedde zij aan het bouwen van de madrassa en de moskee. Haar zus Mariam financierde de Al-Andalusmoskee in Fez.
De madrassa is uitgegroeid tot de Universiteit van Al-Qarawiyyin en de moskee is een van de grootste van Noord-Afrika. Hoewel de madrassa door een vrouw gesticht was, waren vrouwen niet welkom tot halverwege de twintigste eeuw.